# Mike Mampuya
Mike Mampuya-Mawawu Willems est un footballeur international congolais né le 17 janvier 1983 à Verviers, en Belgique.
Il évolue au poste de défenseur latéral droit. En mai 2014, il est laissé libre de contrat par son dernier club, le Livingston Football Club.

## Carrière

### En équipe nationale
Mike Mampuya est sélectionné une seule fois en équipe nationale congolaise, le 9 février 2011 pour un match amical contre le Gabon.

## Palmarès
- 1 fois champion des Pays-Bas de Division 2 en 2009 avec le VVV Venlo

## Statistiques
| Saison                | Club                  | Championnat           | Championnat | Championnat | Coupe(s) nationale(s) | Coupe(s) nationale(s) | Total | Total |
| Saison                | Club                  | Division              | M.          | B.          | M.                    | B.                    | M.    | B.    |
| 2002-2003             | KRC Genk              | Jupiler League        | -           | -           | -                     | -                     | 0     | 0     |
| 2003-2004             | Heusden-Zolder SK     | Jupiler League        | 10          | 0           | -                     | -                     | 10    | 0     |
| 2004-2005             | KSK Tongres           | Division 3            | 25          | 9           | 2                     | 1                     | 27    | 10    |
| 2005-2006             | Vigor Wuitens Hamme   | Division 2            | 23          | 2           | 2                     | 1                     | 25    | 3     |
| 2006-2007             | Lierse SK             | Jupiler League        | 10          | 0           | 1                     | 0                     | 11    | 0     |
| 2006-2007             | Helmond Sport         | Eeerste divisie       | 16          | 0           | -                     | -                     | 16    | 0     |
| 2007-2008             | VVV Venlo             | Eredivisie            | 33+3        | 0           | 1                     | 0                     | 37    | 0     |
| 2008-2009             | VVV Venlo             | Eeerste divisie       | 19          | 0           | -                     | -                     | 19    | 0     |
| 2009-2010             | Helmond Sport         | Eeerste divisie       | 26+4        | 0           | 2                     | 1                     | 32    | 1     |
| 2010-2011             | Doxa Katokopias       | A Kategoria           | 25          | 0           | -                     | -                     | 25    | 0     |
| 2011-2012             | ÉN Paralímni          | A Kategoria           | 20          | 0           | -                     | -                     | 20    | 0     |
| 2012-2013             | ÉN Paralímni          | A Kategoria           | -           | -           | -                     | -                     | 0     | 0     |
| 2013-2014             | Livingston FC         | Championship          | 15          | 0           | 2                     | 0                     | 17    | 0     |
| Total sur la carrière | Total sur la carrière | Total sur la carrière | 229         | 11          | 10                    | 3                     | 239   | 14    |